# アンダーグラウンド・レジスタンス
アンダーグラウンド・レジスタンス(Underground Resistance)は、アメリカのテクノユニットおよびレコードレーベルの名称。主にデトロイト・テクノをリリースしている。ホアン・アトキンス、デリック・メイなどのデトロイト・テクノのオリジネーター達同様、テクノシーンや他のアーティスト達に多大な影響を与えたグループである。

## 概要
結成は1989年。マッド・マイクとジェフ・ミルズによって結成された。英語表記の頭文字を取って、URと通常表記される。URの意味は、「音響革命による変化を求める運動」であると説明している。後にこれにロバート・フッドも関わっていく。1992年にアルバム「NATION 2 NATION」をリリース。1993年発表の「WORLD 2 WORLD」、「GALAXY 2 GALAXY」と併せてURを代表する3部作と言われている。特に「Galaxy 2 Galaxy」の楽曲「Jupiter Jazz」は、テクノ調でありながらジャズの要素など新しい試みが成されており、評価が高い。
WORLD 2 WORLD以降ジェフ・ミルズが脱退。またロバート・フッドもこの頃脱退しており、以降はマッド・マイクのソロプロジェクト、およびレコードレーベルとしての活動が中心となっていく。
1992年には日本での来日公演を行っている。当時はテクノに対する関心はハードコア・テクノ以外高くなかったこともあり、URの日本盤を発売していたアルファレコードはこの来日公演に対してあまり協力的でなかったと言われる（この事はフロッグマンレコーズ設立のメッセージにも記されている）。